# Cecilia Romero
María Guadalupe Cecilia Romero Castillo (* 1952) ist eine mexikanische Politikerin. 

## Leben
Sie war die Leiterin der Einwanderungsbehörde in Mexiko und Mitglied der Partido Acción Nacional. Sie wurde am 7. Dezember 2006 ernannt und trat am 14. September 2010 aufgrund der massiven Kritik in Folge des Massakers in Tamaulipas zurück.